# ビュレント・エジェヴィト
ビュレント・エジェヴィト（Bülent Ecevit）、本名：Mustafa Bülent Ecevit、エジェビト、エジェビットとも記される。1925年5月28日 - 2006年11月5日)は、トルコの政治家。初めは共和人民党、後に民主左派党の党首で、複数回に渡って首相に就任した。詩人としても知られる。

## 生い立ち
1925年5月28日にイスタンブールに誕生する。本名はムスタファ・ビュレント・エジェヴィトで、英語教育を行うアメリカ系のエリート校ロバート・カレッジ（現在の国立ボアズィチ大学の前身）に学んだ。1944年、ロバート・カレッジを卒業したエジェヴィトは、首都アンカラの出版総局で翻訳者として職を得る傍ら、アンカラ大学で文学を学んだ。
1946年から1950年までの間、在ロンドン・トルコ大使館広報部に勤務した後、建国の父ケマル・アタテュルク時代の与党ながら当時野党に転落していた共和人民党の機関紙『ウルス』新聞社に転じ、記者として働いた。

## 初期の政治活動
1957年に総選挙で共和人民党からアンカラ選挙区に出馬し当選、大国民議会議員に転じた。
1961年、前年のクーデターにより民主党政権が倒れ、共和人民党が政権に復帰すると、イスメト・イノニュ内閣で労働相に就任した。1965年の総選挙では、ゾングルダク選挙区に転じて当選するが、この選挙で与党・共和人民党は民主党の流れを汲むスレイマン・デミレルの公正党に敗れ、下野した。こうした中道右派政党の台頭に対して、エジェヴィトは共和人民党の新路線として「中道左派 (Ortanın Solu)」を提唱し、1966年には党書記長に就任し、共和人民党の左旋回を実現した。

## 共和人民党党首時代
1971年に軍部の政治介入に反対したエジェヴィトは、軍に対して融和的なイノニュと対立した。翌年の党大会の書記長選挙でエジェヴィトがイノニュの支持派を破ったことからイノニュは党首を辞任し、1972年5月14日、エジェヴィトが共和人民党第3代党首に就任した。
エジェヴィトの新路線の下、共和人民党は1973年の総選挙で議席を増やし、翌1974年にネジュメッティン・エルバカンの宗教右派政党の国民救済党と連立して政権を奪取し、1月26日にエジェヴィトは首相に就任した。
在任中の同年7月にはキプロスでの親ギリシャ派によるクーデター発生に対して軍事介入を決定。キプロスにトルコ軍を派遣して同島の北部を占領し、トルコ系住民を保護するとともにクーデター政権の崩壊を導いたが、30年以上に渡って続くキプロスの南北分断のきっかけを作ることになり、現在も国際的な非難を浴びている。また、政権もキプロス介入の成功による国民的人気もかかわらず宗教右派である国民救済党との閣内不一致から10ヶ月の短命に終わった。
1977年6月の総選挙で、共和人民党は総票数の40%以上を得票する大勝利を収め、エジェヴィトは共和人民党単独政権の首相に就任した。しかしその獲得議席は過半数に満たなかったため、少数与党での政権運営を余儀なくされ、再び短命政権に終わり、公正党のデミレル率いる連立政権と交代した。
しかしデミレル政権も造反者が出て短命に終わり、1978年1月5日、エジェヴィトは3度目の首相に返り咲いたが、少数与党のため常に党外の議員の協力を受けなければならなかった。この間、短命連立政権の連発の影で経済の混乱と左右対立の激化が進み、エジェヴィトも支持を失っていった。1979年11月、共和人民党は中間選挙に敗れ、エジェヴィトは再びデミレルに政権を譲った。
経済と政治の混乱が頂点に達した1980年9月12日、軍がクーデターを起こして政権を奪取し（9月12日クーデター）、エジェヴィトはデミレル、エルバカンら他の有力政治家とともに逮捕され、共和人民党も解党された。

## 1980年代以降
エジェヴィトは「反動的」と言われる1980年体制のもと、1983年の民政移管後も政治活動を禁止された。しかしクーデター以前の政治家の政治活動抑圧はすぐに緩みはじめており、1985年に夫人のラフシャン･エジェヴィトを党首とする民主左派党が結成されたことは、エジェヴィトが半ば公然と政治に対する影響力を行使し始めたものと内外に理解された。1987年に政治活動禁止を解除されていたエジェヴィトは、1989年に民主左派党党首に選出された。1991年に民主左派党は総選挙で議席を獲得するための最低限の得票比率とされる10%を辛うじて越える票を獲得し、エジェヴィトは11年ぶりに国政に復帰した。
民主左派党は1994年の総選挙で大幅に議席を増やした。そして1997年にエルバカンの福祉党を中心とする連立政権が辞任した後を受けた祖国党・正道党との3党連立のメスト・ユルマズ政権に参加、エジェヴィトは副首相に就任した。

## 最後のエジェヴィト政権

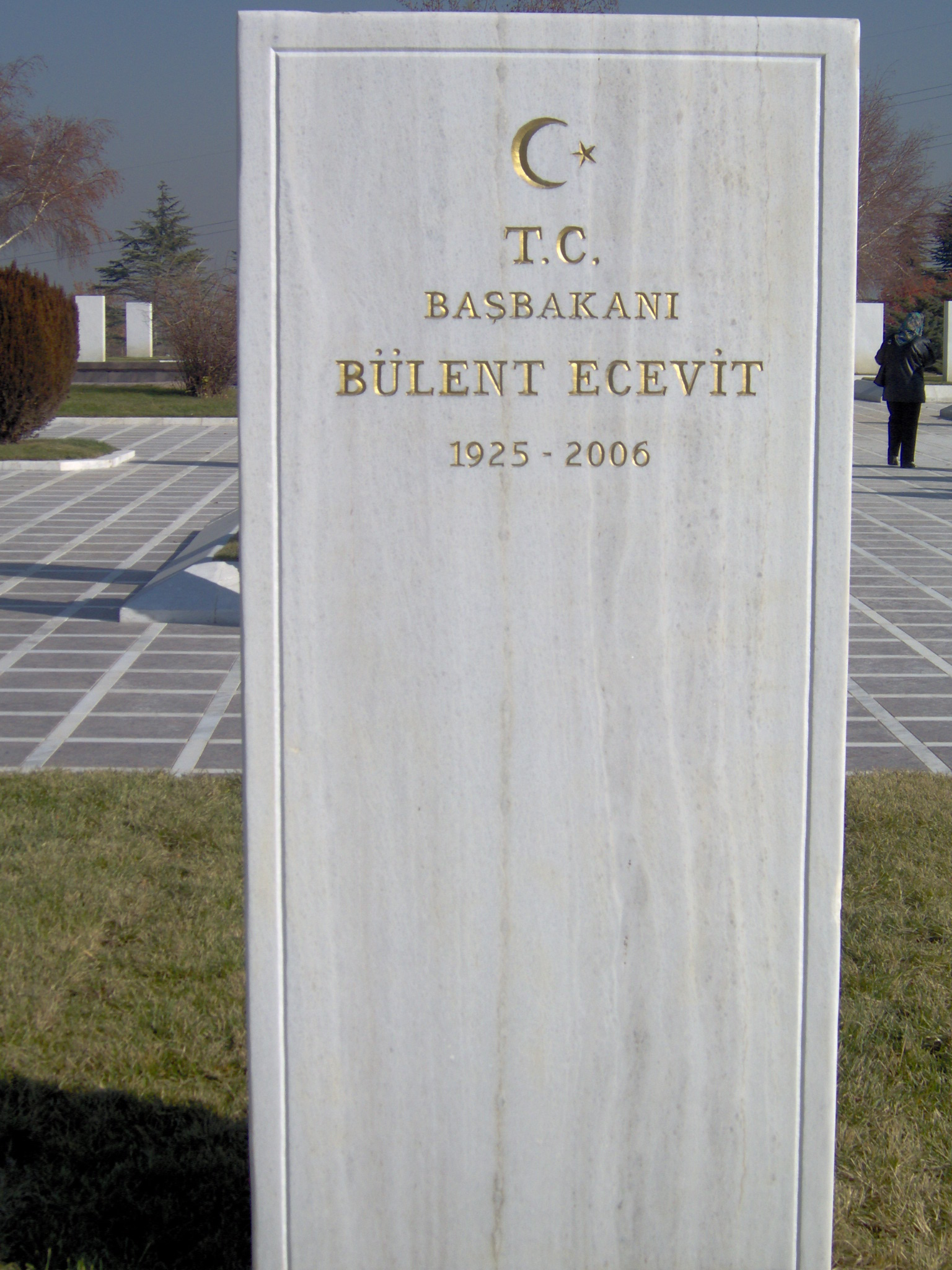
エジェヴィトの墓標

1998年にユルマズ政権が倒れると、スレイマン･デミレル大統領はエジェヴィトに組閣を命じ、中道左派の民主左派党と中道右派の祖国党、民族主義政党の民族主義者行動党の連立によるエジェヴィト政権が発足した。
エジェヴィト政権は連立各党をあわせても過半数に満たない少数政権であり、間も無く総選挙が予定されていたことから選挙管理内閣と見られていたが、総選挙の直前にクルド人独立運動の急進的ゲリラ組織であるクルド労働者党の指導者アブドゥッラー・オジャランがトルコ政府によって逮捕されたことをきっかけに支持率が急伸し、状況が一変した。
1999年の総選挙で民主左派党は550議席中136議席を獲得して第1党となり、安定多数を得た連立政権のもとでエジェヴィトは選挙後も再び首相に就任した。
選挙後のエジェヴィト政権は、安定多数をもとに停滞していたヨーロッパ連合の加盟に向けた経済・人権問題の改革に取り組んだが、政権の内では閣内の不一致や民主左派党内の対立、外では記録的なインフレーションによる経済の混乱や度重なる金融危機に悩まされ、更に高齢のエジェヴィト首相の健康不安が表面化したことにより、支持を失っていった。
2001年に政権2度目の金融危機を受けてIMFの支援を受け、トルコ出身の世界銀行副総裁ケマル・デルヴィーシュを財政経済担当相に招聘したことにより、トルコ経済は立て直しに向かった。しかしエジェヴィト政権の求心力低下は収まらず、2002年にはエジェヴィト首相の入院をきっかけとする政治危機でイスマイル・ジェム外相やデルヴィーシュ経済相らが閣僚を辞任したことにより、政権は末期症状を呈した。同年11月3日の総選挙で民主左派党は総票数のわずか1パーセント強を得るのみの大敗を喫し、10パーセント条項に基づいて大国民議会から議席を失ったため、エジェヴィト政権は退陣した。
議席喪失後もエジェヴィトは政治活動を続けたが、2004年に民主左派党の党首職を離れた。2006年5月、エジェヴィトは脳出血で倒れ、アンカラの病院に入院。意識不明の重態が半年近く続き、11月5日の22時40分に死去した。